# Folbongou
Ne doit pas être confondu avec Folbombouga.
Folbongou est une commune rurale située dans le département de Thion de la province de la Gnagna dans la région de l'Est au Burkina Faso.

## Géographie
Folbongou est située à 5 km à l'Ouest de Thion, le chef-lieu du département.

## Santé et éducation
Le centre de soins le plus proche de Folbongou est le centre de santé et de promotion sociale (CSPS) de Thion.